# Gertrud Vasegaard
Gertrud Vasegaard, (Geburtsname: Hjorth) (* 23. Februar 1923 in Rønne; † 7. Juli 2007) war eine dänische Keramikerin und Designerin. Bekannt wurde sie vor allem für ein 1956 von ihr gestaltetes Teeservice, dass vom dänischen Kulturministerium als Meisterstück dänischen Designs gewertet und in die Liste der bedeutendsten dänischen Kunstwerke aufgenommen wurde. Vasegaard schuf Entwürfe für die Porzellanmanufakturen Bing&Grondahl und Royal Copenhagen. In ihrer eigenen Werkstatt arbeitete sie vor allem mit ihrer Tochter  Myre zusammen.

## Erste Jahre und familiärer Hintergrund

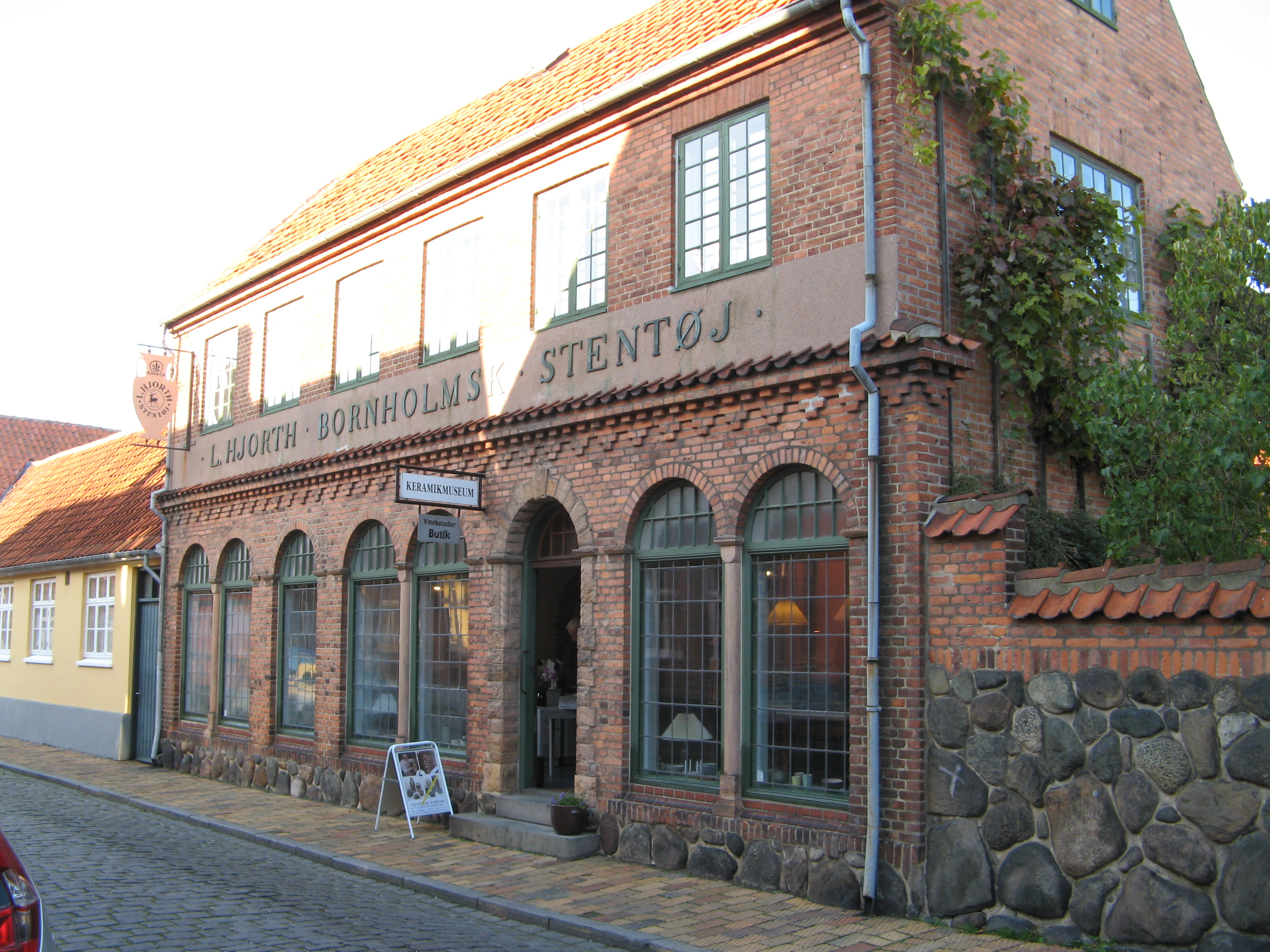
Die Keramikfabrik Hjorth auf Bornholm ist heute Museum

Gertrud Hjort wuchs auf der Insel Bornholm in einer von Kunst und Kunsthandwerk geprägten Familie auf. Ihr Großvater Lauritz Hjorth hatte 1859 in Rønne eine Keramikfabrik gegründet. In der Nachfolge leitete Gertrud Hjorths Vater Hans Hjorth mit seinem Bruder Peter das Unternehmen. Es ist als Keramikmuseum erhalten geblieben und zeigt Besuchern alte Werkstätten und Herstellungstechniken. Die Mutter Johanne Tvede Bruhn war Malerin. Nach Beendigung ihrer Schulzeit 1927 dekorierte Gertrud Hjorth in der Manufaktur braue, unglasierte Keramik. 
1930 begann sie in Kopenhagen in der Keramikabteilung der neugegründeten Kunstgewerbeschule ein Studium. Parallel dazu arbeitete sie zwei Jahre lang in der Glashütte Holmegaard, um bei dem Keramiker Christian Pøulsen (1911–1991) und bei Arne Bang (1901–1983) neue Techniken zu erlernen. Anschließend setzte sie ihr Studium in einer neuen Werkstätte bei Axel Salto (1889–1961) und Bode Willumsen (1895–1987) fort und arbeitete zusätzlich weiter in der Glashütte Holmegaard.

## Karriere
1933 kehrte Gertrud Hjorth nach Bornholm zurück und eröffnete mit ihrer Schwester Lisbeth Munch-Petersen eine Werkstatt in Gudhjem. Sie begannen damit, Töpferwaren und 
Gebrauchskeramik herzustellen und konnten schon im ersten Jahr eine Ausstellung mit ihren Werken in Kopenhagen eröffnen.
1935 heiratete Gertrude Hjorth Sigurd Vasegaard und bekam Tochter Myra. 1938 zogen Vasegaards nach Holkadalen in der Nähe von Gudhjem. Sie schufen verzierte Becher und Schalen aus Ton, Vorläufer späterer Werke aus Feinsteinzeug. Nach dem Krieg brachten Versorgungsengpässe das Unternehmen in wirtschaftliche Schwierigkeiten. Als Ausweg arbeitete Gertrud Vasegaard von 1945 an einige Winter lang in der Porzellanfabrik Bing & Grøndahl in Kopenhagen. Für den Rest des Jahres kehrte sie in ihre Werkstatt auf Bornholm zurück. Die Verbindung zu B & G hatte Aksel Rode hergestellt, den sie 1961 heiratete. 1949 schließlich wechselte sie für zehn Jahre als Festangestellte zu B & G. und spezialisierte sich auf Steingut. Dieser Bereich stellte sich bald als eine der erfolgreichsten Abteilungen der Porzellanfabrik heraus, öffnete sogar, wie es Medien und das dänische Kulturministerium bezeichneten, eine neue Aera für Dänisches Design. Für ihre Arbeiten bevorzugte Vasegaard klare, kräftige Formen, geometrische Muster und eine Farbgebung in sanften Tönen: leichtes Grün, ein gebrochenes Weiß, Hellblau und Jade. Sie gewann zunehmen Anerkennung, erhielt nationale und internationale Preise für ihre Werke. 
Besonderen Ruhm trug ihr ein unglasiertes Teeservice von 1956 ein, das in der Fachwelt als besonders gelungene Komposition aus gutem Design und industrieller Verarbeitungsmöglichkeit galt. Die Tassen waren nach chinesischem Vorbild ohne Henkel gestaltet, die Teekanne sechseckig. Das dänische Kulturministerium stufte es als Meisterstück dänischen Designs ein und setzte es auf die Liste der bedeutendsten Kunstwerke des Landes. Besonderen Erfolg zeitigten auch drei Tafel-Service, die Vasegaard zwischen 1961 und 1975 für die Konkurrenzfirma Royal Copenhagen schuf. Sie erhielten die Namen Capella, Gemina und Gemma.
Ende 1958 verließen Gerdtrud Vasegaard und Aksel Rode B & G und eröffneten zusammen mit Tochter Myra eine eigene Werkstatt in Frederiksberg. Ihre Schalen, Schüsseln und Service mit geometrischen Mustern brachten weiterhin auch internationalen Erfolg. Von 1969 an führte Myra die Werkstatt in Frederiksberg allein fort.

## Auszeichnungen
- 1956 Tagea Brandts Rejselegat
- 1957  Goldmedaille der Mailänder Triennale
- 1963  Eckersberg – Medaille
- 1979 Kunsthåndværkerrådets Årspris (Jährlicher Kunsthandwerker – Preis)
- 1981 Thorvald Bindesbøll Medaille und die schwedische Prinz Eugen – Medaille
- 1992 C. F. Hansen – Medaille.